# 駿台倶楽部
駿台倶楽部（すんだいくらぶ）は、明治大学硬式野球部のOB会である。
東京六大学野球連盟の加盟校である明治大学野球部は、戦前から多くの名選手を実業団やプロ野球界に輩出してきた。
また、元野球部監督の島岡吉郎の監督就任に際し、もともと応援団長で、野球には素人の島岡の監督就任に、大学側に強力な圧力をかけて、白紙撤回させようとした事件は、学生野球史上の有名な事件であった。
小西得郎、岡田源三郎、大下弘、藤本英雄、杉下茂、星野仙一、広澤克実など日本プロ野球に明大閥を形成している。